# Falajaure
Falajaure är en sjö i Sorsele kommun i Lappland och ingår i Umeälvens huvudavrinningsområde. Sjön har en area på 0,948 kvadratkilometer och ligger 543,1 meter över havet. Falajaure ligger i Vindelfjällen Natura 2000-område. Sjön avvattnas av vattendraget Juktån.

## Delavrinningsområde
Falajaure ingår i det delavrinningsområde (730154-150851) som SMHI kallar för Utloppet av Falajaure. Medelhöjden är 682 meter över havet och ytan är 6,39 kvadratkilometer. Räknas de 4 avrinningsområdena uppströms in blir den ackumulerade arean 70,83 kvadratkilometer. Juktån som avvattnar avrinningsområdet har biflödesordning 2, vilket innebär att vattnet flödar genom totalt 2 vattendrag innan det når havet efter 369 kilometer. Avrinningsområdet består mestadels av skog (69 procent) och kalfjäll (16 procent). Avrinningsområdet har 0,95 kvadratkilometer vattenytor vilket ger det en sjöprocent på 14,8 procent.